# Stainton, Middlesbrough
Stainton är en ort i civil parish Stainton and Thornton, i kommunen Borough of Middlesbrough, i grevskapet North Yorkshire, i England. Stainton var en civil parish fram till 1968 när blev den en del av Teesside och Maltby. Civil parish hade 581 invånare år 1961. Byn nämndes i Domedagsboken (Domesday Book) år 1086, och kallades då Steintun.